# 광안터널
광안터널(廣安터널)은 부산광역시 수영구 광안동과 남구 대연동을 연결하는 번영로의 일부인 터널이다. 번영로가 개통된 1980년에 개통하였으며, 도시고속도로인 번영로를 구성한다.

## 구조
- 편도 2차선의 쌍굴형식(길이 : 상행1130m, 하행1090m[1])

## 경유 도로
- 번영로

## 자동차 전용도로
이 터널은 개통과 동시에 자동차 전용도로로 지정되어서 자전거, 보행자 등의 통행이 금지되어 있다. 이륜자동차(모터사이클 혹은 오토바이)의 경우 긴급자동차(싸이카 및 소방용 모터사이클 등)에 한해 통행이 가능하며 그 밖의 이륜자동차, 초소형전기자동차는 통행을 금지하고 있다.